# Мосты через Яузу
В статье представлен список мостов через реку Яузу, по их расположению от истока реки к устью.

## Московская область
| Название                             | Тип                                  | Что пересекает                                  | Дата сооружения | Примечания                                                       |
| ------------------------------------ | ------------------------------------ | ----------------------------------------------- | --------------- | ---------------------------------------------------------------- |
| Коллектор под Акуловским водоканалом | водопровод                           | Акуловский водоканал                            | 1933-1937       |                                                                  |
| Мост Фуражного проезда               | пешеходный                           | Фуражный проезд                                 | 1892(?)         | дамба моста относится к линии мытищинского водопровода 1892 года |
| Мост Ярославского шоссе (Мытищи)     | автомобильный                        | Ярославское шоссе                               |                 | Реконструирован в 2006—2008 гг. На месте более старых мостов.    |
| Мост у Ярославского шоссе            | пешеходный                           |                                                 | 2008            |                                                                  |
| Мост на заводе «Метровагонмаш»       | автомобильный                        | внутренний проезд завода «Метровагонмаш»        |                 | на территории завода речка частично в коллекторе                 |
| Мосты Ярославского направления МЖД   | железнодорожные                      | Ярославское направление МЖД                     | 1862 (?)        |                                                                  |
| Мост Станционной улицы               | пешеходный                           | Станционная улица/улица Селезнёва               |                 | планируется строительство автомобильного                         |
| Мост улицы Мира                      | автомобильный                        | улица Мира                                      | до 1967         |                                                                  |
| Мост улицы Щербакова                 | пешеходный, бывший автомобильный     | улица Щербакова/Пионерская улица                | до 1967         |                                                                  |
| Мост Пролетарской улицы              | пешеходный                           | Пролетарская улица                              | 2013            |                                                                  |
| Мост 1-й Крестьянской улицы          | автомобильный                        | 1-я Крестьянская улица                          | до 1967         |                                                                  |
| Мосты у Новомытищинского проспекта   | один пешеходный и один недостроенный | Новомытищинский проспект/3-я Крестьянская улица | 2014, (?)       |                                                                  |
| Пешеходный мост                      | пешеходный                           |                                                 | 2000-е          | рядом находятся Перловские бани                                  |
| Мост Центральной улицы Тайнинского   | автомобильный                        | Центральная улица (Тайнинское)                  |                 | на месте старинного моста Троицкой дороги                        |
| мост в Тайнинском                    | автомобильно-пешеходный              | Дорога Тайнинское — Челобитьево                 | 1997 (?)        | поновленный[что?] более старый[что?]                             |

## Москва
| Название                                                                     | Тип                                          | Что пересекает                                                        | Дата сооружения                    | Примечания |
| ---------------------------------------------------------------------------- | -------------------------------------------- | --------------------------------------------------------------------- | ---------------------------------- | --- |
| Мост МКАД                                                                    | автомобильный                                | МКАД                                                                  | 1961 (?)                           | реконструирован в 1997—1998 гг. |
| Широкой улицы мост                                                           | автомобильный                                | Широкая улица                                                         | 1986                               | |
| Деревянный пешеходный мост                                                   | пешеходный                                   |                                                                       | 2012                               | декоративный, построен при реконструкции поймы р. Яузы |
| Мост у Экспериментального художественно-производственного объединения «Вель» | автомобильный (?)                            |                                                                       | (?)                                | кирпичный, возможно ведомственный |
| Осташковский мост                                                            | автомобильный                                | Осташковская улица                                                    | 1958                               | на месте старинной дороги и моста через Яузу у деревни Ватутино |
| Два деревянных пешеходных моста                                              | пешеходные                                   |                                                                       | 2012                               | декоративные, построены при реконструкции поймы р. Яузы |
| Новоосташковский мост                                                        | автомобильный                                | Енисейская улица                                                      | 1997                               | |
| Деревянный пешеходный мост                                                   | пешеходный                                   |                                                                       | 2012                               | декоративный, построен при реконструкции поймы р. Яузы |
| Медведковский метромост                                                      | метромост, пешеходный                        | Калужско-Рижская линия                                                | 1978                               | |
| Пешеходный мост                                                              | пешеходный                                   |                                                                       | 2007                               | деревянный с бетонными основаниями, построен при реконструкции поймы р. Яузы |
| Мост у Олонецкого проезда                                                    | пешеходный, строился как автомобильный       | улица Молодцова/Староватутинский проезд                               | вторая половина 1970-х             | Построен как автомобильный |
| Два деревянных пешеходных моста                                              | пешеходные                                   |                                                                       | 2012 (?)                           | декоративные, построены при реконструкции поймы р. Яузы |
| 1-й Медведковский мост                                                       | автомобильный, трамвайный                    | проезд Дежнёва/улица Менжинского                                      | 1964                               | |
| Мост у Певческого поля                                                       | пешеходный                                   | Ленская улица/Певческое поле                                          | 2005—2010, 2012                    | реконструирован в 2012, деревянный |
| 2-й Медведковский мост                                                       | автомобильный                                | Полярная улица/Кольская улица                                         | 1964                               | построен на месте старинной дороги и моста, ведших в село Медведково и другие населенные пункты в междуречье Яузы и Чермянки                                                          |
| Яузская плотина                                                              | пешеходный                                   |                                                                       | 1960-е либо 1970-е                 | для поддержания уровня воды, возможно связан с Лабораторией гидротехнических сооружений ЦНИИС, стоявшей на берегу реки в этом месте. Название официально присвоено 25 июня 2013 года. |
| Мост Бескудниковской ветки                                                   | пешеходный, бывший железнодорожный           | Бескудниковская ветка                                                 | 1902                               | железнодорожный до 1986, реконструирован несколько раз, последний раз в 2003 году. |
| Три пешеходных моста у усадьбы Свиблово                                      | пешеходные                                   |                                                                       | 2007(?), 2007, (?)                 | два моста построены при реконструкции поймы в середине 2000-х, третий существовал раньше                                                                                              |
| Мост Яузская плотина (?)                                                     | пешеходный, ранее автомобильный              | Старая трасса Берёзовой аллеи/Лазоревый проезд                        | не позднее 1938, 2004(?)           | изначально деревянный автомобильный мост, старая трасса Березовой аллеи, позже при постройке моста у проезда Серебрякова закрыт и сужен до железобетонного пешеходного                |
| Мост проезда Серебрякова                                                     | автомобильный                                | Берёзовая аллея/проезд Серебрякова                                    | 1986                               | |
| Мост МК МЖД                                                                  | железнодорожный                              | МК МЖД                                                                | 1903—1908                          | 18 ноября 1994 года на мосту произошёл взрыв, мост и железнодорожное полотно были частично разрушены. Погиб мужчина (по некоторым данным, он и устроил взрыв)                         |
| Двухпролётный мост у Сельскохозяйственной улицы                              | пешеходный                                   |                                                                       | 1978 (?)                           | Построен как автомобильный, остался от неизвестного полностью нереализованного проекта, река под мостом разделена на два рукава                                                       |
| Мост улицы Вильгельма Пика                                                   | автомобильный                                | улица Вильгельма Пика                                                 | между 1968 и 1970                  | |
| Мост у Леоновского пруда                                                     | пешеходный                                   | Храм Ризоположения в Леонове/Сельскохозяйственная улица               | до 1939                            | реконструирован в 2000-е |
| Нижне-Леоновский мост                                                        | пешеходный                                   |                                                                       | (?)                                | название неофициальное |
| Мост со шлюзом                                                               | пешеходный                                   |                                                                       | 2000-е годы                        | декоративный мост, ведущий на остров посреди реки |
| 1-й Ростокинский мост                                                        | трамвайный                                   | трамвайная линия вдоль проспекта Мира                                 | 1926, 1980                         | первое название Земский, реконструирован в 1980 г. |
| 2-й Ростокинский мост                                                        | автомобильный                                | проспект Мира                                                         | 1957                               | Реконструирован в 1982 г. |
| Вантовый мост                                                                | пешеходный                                   |                                                                       | 2004—2006                          | |
| Три пешеходных моста в Ростокино                                             | пешеходные                                   |                                                                       | 2005—2007 (верхние), 1980 (нижний) | нижний построен на месте более раннего деревянного |
| Ростокинский акведук                                                         | пешеходный, первоначально — водопровод       |                                                                       | 1777—1804                          | Памятник архитектуры, отреставрирован в 2006—2007 гг. |
| Мост у устья реки Копытовки                                                  | пешеходный                                   | Лосиный остров/Рижский проезд                                         | 1970-е (?)                         | реконструирован в 2000-е, на месте более раннего деревянного |
| Мосты Ярославского направления МЖД                                           | железнодорожные                              | Ярославское направление МЖД                                           | 1862; 1929                         | |
| Богатырский мост                                                             | автомобильный, трамвайный                    | Улица Богатырский мост                                                | 1912                               | на месте более раннего деревянного |
| Мост Краснобогатырской ветки                                                 | бывший железнодорожный                       | подъездной путь завода «Красный богатырь»                             | 1912 (?)                           | разрушен |
| Два автомобильных моста на заводе «Красный богатырь»                         | автомобильные                                |                                                                       | 1912 (?)                           | |
| Пешеходный мост у Черкизовской КНС                                           | пешеходный                                   | Черкизовская канализационная насосная станция/Краснобогатырская улица | ?                                  | несколько раз подновлялся |
| Мост Проспект Ветеранов / Краснобогатырская улица                            | автомобильный                                | Проспект Ветеранов/Краснобогатырская улица                            | 2022                               | |
| Олений мост                                                                  | автомобильный                                | магистраль Богородское шоссе — набережная Яузы                        | 2001                               | «Новый Олений мост» на месте железнодорожного, «старого», существовавшего до 1960-х годов.                                                                                            |
| Глебовский мост                                                              | автомобильный                                | улица Олений Вал/улица Богородский Вал                                | 1982                               | На месте старого моста, в 2003—2004 гг. реконструирован |
| Преображенский метромост                                                     | метромост                                    | Сокольническая линия                                                  | 1965                               | |
| Матросский мост                                                              | автомобильный                                | улица Стромынка/Преображенская улица                                  | 1956                               | На месте старого моста 1906 г. |
| Рубцовско-Дворцовый мост                                                     | пешеходный                                   | Русаковская набережная/Преображенская набережная                      | не позднее 1970                    | |
| Пешеходный мост                                                              | пешеходный                                   | Русаковская набережная/Преображенская набережная                      | 1974                               | |
| Электрозаводский мост                                                        | автомобильный                                | Большая Семёновская улица                                             | 1954                               | |
| Мост Казанского направления МЖД                                              | железнодорожный                              | Казанское направление МЖД                                             | 1862; 1926                         | |
| Пешеходный мост через Яузу в составе ТПУ «Электрозаводская»                  | пешеходный                                   |                                                                       | 2022                               | |
| Рубцов мост                                                                  | пешеходный                                   | улица Новая Дорога                                                    | 1966                               | Назван после реконструкции 2002 г., расположен на месте более раннего проезжего |
| Велопешеходный МГТУ им. Н. Э. Баумана                                        | велопешеходный                               |                                                                       | 2024                               | |
| Госпитальный мост                                                            | автомобильный, ранее автомобильно-трамвайный | Госпитальный переулок/Госпитальная улица                              | 1941                               | На месте старого Лефортовского моста |
| Лефортовский мост                                                            | автомобильный, трамвайный                    | улица Радио/Красноказарменная улица                                   | 1799                               | До 1940 г. Дворцовый, в 1940 г. реконструирован |
| Новолефортовский мост                                                        | автомобильный                                | Третье транспортное кольцо                                            | 2003                               | |
| Салтыковский мост                                                            | пешеходный                                   | Самокатная улица                                                      | 1958                               | На месте старого моста |
| Таможенный мост                                                              | пешеходный                                   | Нижняя Сыромятническая улица                                          | 1939                               | |
| Андроников виадук                                                            | железнодорожные                              | Курское направление МЖД, Горьковское направление МЖД                  | 1865                               | Реконструирован в 1950—1951, в 2008 гг. |
| Костомаровский мост                                                          | автомобильный, трамвайный                    | Костомаровский переулок/Андроньевская площадь                         | 1941                               | На месте старого Костомаровского моста |
| Высокояузский мост                                                           | автомобильный                                | Садовое кольцо                                                        | 1890                               | Реконструирован в 1963 г. |
| Тессинский мост                                                              | пешеходный                                   | Серебрянический переулок                                              | 1992                               | На месте старого Тессинского моста 1887 г. |
| Астаховский мост                                                             | автомобильный                                | Яузская улица                                                         | 1940                               | На месте старого Яузского моста |
| Малый Устьинский мост                                                        | автомобильный                                | Москворецкая набережная/Котельническая набережная                     | 1938                               | На месте старого моста. Реконструирован в 2011 г. |